# 重要伝統的建造物群保存地区
重要伝統的建造物群保存地区（じゅうようでんとうてきけんぞうぶつぐんほぞんちく）は、日本の文化財保護法に規定する文化財種別のひとつ。日本の市町村が条例などにより決定した伝統的建造物群保存地区のうち、文化財保護法第144条の規定に基づき、特に価値が高いものとして国（文部科学大臣）が選定したものを指す。略称は重伝建地区（じゅうでんけんちく）、重伝建（じゅうでんけん）。

## 概要
文化財保護法でいう伝統的建造物群保存地区とは、城下町・宿場町・門前町・寺内町・港町・農村・漁村などの伝統的建造物群およびこれと一体をなして歴史的風致を形成している環境を保存するために市町村が定める地区を指す。この制度は、文化財としての建造物を「点」（単体）ではなく「面」（群）で保存しようとするもので、保存地区内では社寺・民家・蔵などの「建築物」はもちろん、門・土塀・石垣・水路・墓・石塔・石仏・燈籠などの「工作物」、庭園・生垣・樹木・水路などの「環境物件」を特定し保存措置を図ることとされている。
市町村は都市計画法に基づく都市計画または条例により伝統的建造物群保存地区を定め、文部科学大臣は市町村の申し出に基づき、その価値が特に高いものを重要伝統的建造物群保存地区として選定することとされ、広報普及を担う全国伝統的建造物群保存地区協議会を置く。2015年は伝統的建造物群保存地区制度が法制化されて40年に当たり、累計109件を認めた。
2024年8月時点で前回から2件増やし、山形、東京、神奈川、熊本を除く43道府県、106市町村の129地区が選定されており、合計面積は4066.1ha、約30,680件の伝統的建造物及び環境物件が特定され保護されている。

### 選定基準
「重要伝統的建造物群保存地区選定基準」（昭和50年文部省告示第157号）では、選定する保存地区の基準を次のように定めている。
- 伝統的建造物群が全体として意匠的に優秀なもの
- 伝統的建造物群及び地割がよく旧態を保持しているもの
- 伝統的建造物群及びその周囲の環境が地域的特色を顕著に示しているもの

## 一覧
- 2024年8月現在の選定地を示す。
- 市町村合併に伴い保存地区の名称が改称されたものについては、改称後の名称を表示した。
- 「重要伝統的建造物群保存地区一覧[11]」の示す指定地区名称は「○○市/町/村△△（町）」であるが、本表では市区町村名の「○○市/町/村」と「△△（町）」の部分を分けて記載する。
- 種別は上記の「重要伝統的建造物群保存地区一覧」による[11]。

| 都道府県 | 市区町村         | 名称             | 選定年月日     | 選定基準 | 種別             | 面積（ha） | 画像 |
| -------- | ---------------- | ---------------- | -------------- | -------- | ---------------- | ---------- | ---- |
| 北海道   | 函館市           | 元町末広町       | 1989年4月21日  | 3        | 港町             | 14.5       |      |
| 青森県   | 弘前市           | 仲町             | 1978年5月31日  | 2        | 武家町           | 10.6       |      |
| 青森県   | 黒石市           | 中町             | 2005年7月22日  | 1        | 商家町           | 3.1        |      |
| 岩手県   | 金ケ崎町         | 城内諏訪小路     | 2001年6月15日  | 2        | 武家町           | 34.8       |      |
| 宮城県   | 村田町           | 村田             | 2014年9月18日  | 1        | 商家町           | 7.4        |      |
| 秋田県   | 横手市           | 増田             | 2013年12月27日 | 2        | 在郷町           | 10.6       |      |
| 秋田県   | 仙北市           | 角館             | 1976年9月4日   | 2        | 武家町           | 6.9        |      |
| 福島県   | 喜多方市         | 小田付           | 2018年8月17日  | 3        | 在郷町・醸造町   | 15.5       |      |
| 福島県   | 下郷町           | 大内宿           | 1981年4月18日  | 3        | 宿場町           | 11.3       |      |
| 福島県   | 南会津町         | 前沢             | 2011年6月20日  | 2        | 山村集落         | 13.3       |      |
| 茨城県   | 桜川市           | 真壁             | 2010年6月29日  | 2        | 在郷町           | 17.6       |      |
| 栃木県   | 栃木市           | 嘉右衛門町       | 2012年7月9日   | 2        | 在郷町           | 9.6        |      |
| 群馬県   | 桐生市           | 桐生新町         | 2012年7月9日   | 2        | 製織町           | 13.4       |      |
| 群馬県   | 中之条町         | 六合赤岩         | 2006年7月5日   | 3        | 山村・養蚕集落   | 63.0       |      |
| 埼玉県   | 川越市           | 川越             | 1999年12月1日  | 1        | 商家町           | 7.8        |      |
| 千葉県   | 香取市           | 佐原             | 1996年12月10日 | 3        | 商家町           | 7.1        |      |
| 新潟県   | 佐渡市           | 宿根木           | 1991年4月30日  | 3        | 港町             | 28.5       |      |
| 新潟県   | 佐渡市           | 小木町           | 2024年8月15日  | 2        | 港町             | 13.3       |      |
| 富山県   | 高岡市           | 山町筋           | 2000年12月4日  | 1        | 商家町           | 5.5        |      |
| 富山県   | 高岡市           | 金屋町           | 2012年12月28日 | 1        | 鋳物師町         | 6.4        |      |
| 富山県   | 高岡市           | 吉久             | 2020年12月23日 | 2        | 在郷町           | 4.1        |      |
| 富山県   | 南砺市           | 相倉（五箇山）   | 1994年12月21日 | 3        | 山村集落         | 18.0       |      |
| 富山県   | 南砺市           | 菅沼（五箇山）   | 1994年12月21日 | 1        | 山村集落         | 4.4        |      |
| 石川県   | 金沢市           | 東山ひがし       | 2001年11月14日 | 1        | 茶屋町           | 1.8        |      |
| 石川県   | 金沢市           | 主計町           | 2008年6月9日   | 1        | 茶屋町           | 0.6        |      |
| 石川県   | 金沢市           | 卯辰山麓         | 2011年11月29日 | 2        | 寺町             | 22.1       |      |
| 石川県   | 金沢市           | 寺町台           | 2012年12月28日 | 2        | 寺町             | 22.0       |      |
| 石川県   | 輪島市           | 黒島地区         | 2009年6月30日  | 2        | 船主集落         | 20.5       |      |
| 石川県   | 加賀市           | 加賀橋立         | 2005年12月27日 | 2        | 船主集落         | 11.0       |      |
| 石川県   | 加賀市           | 加賀東谷         | 2011年11月29日 | 3        | 山村集落         | 151.8      |      |
| 石川県   | 白山市           | 白峰             | 2012年7月9日   | 3        | 山村・養蚕集落   | 10.7       |      |
| 福井県   | 小浜市           | 小浜西組         | 2008年6月9日   | 1        | 商家町・茶屋町   | 19.1       |      |
| 福井県   | 南越前町         | 今庄宿           | 2021年8月2日   | 2        | 宿場町           | 9.2        |      |
| 福井県   | 若狭町           | 熊川宿           | 1996年7月9日   | 3        | 宿場町           | 10.8       |      |
| 山梨県   | 甲州市           | 塩山下小田原上条 | 2015年7月8日   | 3        | 山村・養蚕集落   | 15.1       |      |
| 山梨県   | 早川町           | 赤沢             | 1993年7月14日  | 3        | 山村・講中宿     | 25.6       |      |
| 長野県   | 長野市           | 戸隠             | 2017年2月23日  | 2        | 宿坊群・門前町   | 73.3       |      |
| 長野県   | 須坂市           | 須坂             | 2024年8月15日  | 1        | 製糸町・商家町   | 18.3       |      |
| 長野県   | 塩尻市           | 奈良井           | 1978年3月31日  | 3        | 宿場町           | 17.6       |      |
| 長野県   | 塩尻市           | 木曾平沢         | 2006年7月5日   | 2        | 漆工町           | 12.5       |      |
| 長野県   | 千曲市           | 稲荷山           | 2014年12月10日 | 2        | 商家町           | 13.0       |      |
| 長野県   | 東御市           | 海野宿           | 1987年4月28日  | 1        | 宿場・養蚕町     | 13.2       |      |
| 長野県   | 南木曽町         | 妻籠宿           | 1976年9月4日   | 3        | 宿場町           | 1245.4     |      |
| 長野県   | 白馬村           | 青鬼             | 2000年12月4日  | 3        | 山村集落         | 59.7       |      |
| 岐阜県   | 高山市           | 三町             | 1979年2月3日   | 1        | 商家町           | 4.4        |      |
| 岐阜県   | 高山市           | 下二之町大新町   | 2004年7月6日   | 1        | 商家町           | 6.6        |      |
| 岐阜県   | 美濃市           | 美濃町           | 1999年5月13日  | 1        | 商家町           | 9.3        |      |
| 岐阜県   | 恵那市           | 岩村町本通り     | 1998年4月17日  | 3        | 商家町           | 14.6       |      |
| 岐阜県   | 郡上市           | 郡上八幡北町     | 2012年12月28日 | 3        | 城下町           | 14.1       |      |
| 岐阜県   | 白川村           | 荻町（白川郷）   | 1976年9月4日   | 3        | 山村集落         | 45.6       |      |
| 静岡県   | 焼津市           | 花沢             | 2014年9月18日  | 3        | 山村集落         | 19.5       |      |
| 愛知県   | 名古屋市（緑区） | 有松             | 2016年7月25日  | 1        | 染織町           | 7.3        |      |
| 愛知県   | 豊田市           | 足助             | 2011年6月20日  | 1        | 商家町           | 21.5       |      |
| 三重県   | 亀山市           | 関宿             | 1984年12月10日 | 3        | 宿場町           | 25.0       |      |
| 滋賀県   | 大津市           | 坂本             | 1997年10月31日 | 3        | 里坊群・門前町   | 28.7       |      |
| 滋賀県   | 彦根市           | 河原町芹町       | 2016年7月25日  | 2        | 商家町           | 5.0        |      |
| 滋賀県   | 近江八幡市       | 八幡             | 1991年4月30日  | 1        | 商家町           | 13.1       |      |
| 滋賀県   | 東近江市         | 五個荘金堂       | 1998年12月25日 |          | 農村集落         | 32.2       |      |
| 京都府   | 京都市（北区）   | 上賀茂           | 1988年12月16日 |          | 社家町           | 2.7        |      |
| 京都府   | 京都市（東山区） | 産寧坂           | 1976年9月4日   |          | 門前町           | 8.2        |      |
| 京都府   | 京都市（東山区） | 祇園新橋         | 1976年9月4日   |          | 茶屋町           | 1.4        |      |
| 京都府   | 京都市（右京区） | 嵯峨鳥居本       | 1979年5月21日  |          | 門前町           | 2.6        |      |
| 京都府   | 南丹市           | 美山町北         | 1993年12月8日  |          | 山村集落         | 127.5      |      |
| 京都府   | 伊根町           | 伊根浦           | 2005年7月22日  |          | 漁村             | 310.2      |      |
| 京都府   | 与謝野町         | 加悦             | 2005年12月27日 |          | 製織町           | 12.0       |      |
| 大阪府   | 富田林市         | 富田林           | 1997年10月31日 |          | 寺内町・在郷町   | 12.9       |      |
| 兵庫県   | 神戸市（中央区） | 北野町山本通     | 1980年4月10日  |          | 港町             | 9.3        |      |
| 兵庫県   | 豊岡市           | 出石             | 2007年12月4日  |          | 城下町           | 23.1       |      |
| 兵庫県   | 丹波篠山市       | 篠山             | 2004年12月10日 |          | 城下町           | 40.2       |      |
| 兵庫県   | 丹波篠山市       | 福住             | 2012年12月28日 |          | 宿場町・農村集落 | 25.2       |      |
| 兵庫県   | 養父市           | 大屋町大杉       | 2017年7月31日  |          | 山村・養蚕集落   | 5.8        |      |
| 兵庫県   | たつの市         | 龍野             | 2019年12月23日 |          | 商家町・醸造町   | 15.9       |      |
| 奈良県   | 橿原市           | 今井町           | 1993年12月8日  |          | 寺内町・在郷町   | 17.4       |      |
| 奈良県   | 五條市           | 五條新町         | 2010年12月24日 |          | 商家町           | 7.0        |      |
| 奈良県   | 宇陀市           | 松山             | 2006年7月5日   |          | 商家町           | 17.0       |      |
| 和歌山県 | 湯浅町           | 湯浅             | 2006年12月19日 |          | 醸造町           | 6.3        |      |
| 鳥取県   | 倉吉市           | 打吹玉川         | 1998年12月19日 |          | 商家町           | 9.2        |      |
| 鳥取県   | 若桜町           | 若桜             | 2021年8月2日   |          | 商家町           | 9.5        |      |
| 鳥取県   | 大山町           | 所子             | 2013年12月27日 |          | 農村集落         | 25.8       |      |
| 島根県   | 大田市           | 大森銀山         | 1987年12月5日  |          | 鉱山町           | 162.7      |      |
| 島根県   | 大田市           | 温泉津           | 2004年7月6日   |          | 港町・温泉町     | 36.6       |      |
| 島根県   | 津和野町         | 津和野           | 2013年8月7日   |          | 武家町・商家町   | 11.1       |      |
| 岡山県   | 倉敷市           | 倉敷川畔         | 1979年5月21日  |          | 商家町           | 15.0       |      |
| 岡山県   | 津山市           | 城東             | 2013年8月7日   |          | 商家町           | 8.1        |      |
| 岡山県   | 津山市           | 城西             | 2020年12月23日 |          | 寺町・商家町     | 12.0       |      |
| 岡山県   | 高梁市           | 吹屋             | 1977年5月18日  |          | 鉱山町           | 6.4        |      |
| 岡山県   | 矢掛町           | 矢掛宿           | 2020年12月23日 |          | 宿場町           | 11.5       |      |
| 広島県   | 呉市             | 豊町御手洗       | 1994年7月4日   |          | 港町             | 6.9        |      |
| 広島県   | 竹原市           | 竹原地区         | 1982年12月16日 |          | 製塩町           | 5.0        |      |
| 広島県   | 福山市           | 鞆町             | 2017年11月28日 |          | 港町             | 8.6        |      |
| 広島県   | 廿日市市         | 宮島町           | 2021年8月2日   |          | 門前町           | 16.8       |      |
| 山口県   | 萩市             | 堀内地区         | 1976年9月4日   |          | 武家町           | 55.0       |      |
| 山口県   | 萩市             | 平安古地区       | 1976年9月4日   |          | 武家町           | 4.0        |      |
| 山口県   | 萩市             | 浜崎             | 2001年11月14日 |          | 港町             | 10.3       |      |
| 山口県   | 萩市             | 佐々並市         | 2011年6月20日  |          | 宿場町           | 20.8       |      |
| 山口県   | 柳井市           | 古市金屋         | 1984年12月10日 |          | 商家町           | 1.7        |      |
| 徳島県   | 美馬市           | 脇町南町         | 1988年12月16日 |          | 商家町           | 5.3        |      |
| 徳島県   | 三好市           | 東祖谷山村落合   | 2005年12月27日 |          | 山村集落         | 32.3       |      |
| 徳島県   | 牟岐町           | 出羽島           | 2017年2月23日  |          | 漁村集落         | 3.7        |      |
| 香川県   | 丸亀市           | 塩飽本島町笠島   | 1985年4月13日  |          | 港町             | 13.1       |      |
| 愛媛県   | 宇和島市         | 津島町岩松       | 2023年12月15日 |          | 在郷町           | 10.6       |      |
| 愛媛県   | 西予市           | 宇和町卯之町     | 2009年12月8日  |          | 在郷町           | 4.9        |      |
| 愛媛県   | 内子町           | 八日市護国       | 1982年4月17日  |          | 製蝋町           | 3.5        |      |
| 高知県   | 室戸市           | 吉良川町         | 1997年10月31日 |          | 在郷町           | 18.3       |      |
| 高知県   | 安芸市           | 土居廓中         | 2012年7月9日   |          | 武家町           | 9.2        |      |
| 福岡県   | 八女市           | 八女福島         | 2002年5月23日  |          | 商家町           | 19.8       |      |
| 福岡県   | 八女市           | 黒木             | 2009年6月30日  |          | 在郷町           | 18.4       |      |
| 福岡県   | うきは市         | 筑後吉井         | 1996年12月10日 |          | 在郷町           | 20.7       |      |
| 福岡県   | うきは市         | 新川田篭         | 2012年7月9日   |          | 山村集落         | 71.2       |      |
| 福岡県   | 朝倉市           | 秋月             | 1998年4月17日  |          | 城下町           | 58.6       |      |
| 佐賀県   | 鹿島市           | 浜庄津町浜金屋町 | 2006年7月5日   |          | 港町・在郷町     | 2.0        |      |
| 佐賀県   | 鹿島市           | 浜中町八本木宿   | 2006年7月5日   |          | 醸造町           | 6.7        |      |
| 佐賀県   | 嬉野市           | 塩田津           | 2005年12月27日 |          | 商家町           | 12.8       |      |
| 佐賀県   | 有田町           | 有田内山         | 1991年4月30日  |          | 製磁町           | 15.9       |      |
| 長崎県   | 長崎市           | 東山手           | 1991年4月30日  |          | 港町             | 7.5        |      |
| 長崎県   | 長崎市           | 南山手           | 1991年4月30日  |          | 港町             | 17.0       |      |
| 長崎県   | 平戸市           | 大島村神浦       | 2008年6月9日   |          | 港町             | 21.2       |      |
| 長崎県   | 雲仙市           | 神代小路         | 2005年7月22日  |          | 武家町           | 9.8        |      |
| 大分県   | 日田市           | 豆田町           | 2004年12月10日 |          | 商家町           | 10.7       |      |
| 大分県   | 杵築市           | 北台南台         | 2017年11月28日 |          | 武家町           | 16.1       |      |
| 宮崎県   | 日南市           | 飫肥             | 1977年5月18日  |          | 武家町           | 19.8       |      |
| 宮崎県   | 日向市           | 美々津           | 1986年12月8日  |          | 港町             | 7.2        |      |
| 宮崎県   | 椎葉村           | 十根川           | 1998年12月25日 |          | 山村集落         | 39.9       |      |
| 鹿児島県 | 出水市           | 出水麓           | 1995年12月26日 |          | 武家町           | 43.8       |      |
| 鹿児島県 | 薩摩川内市       | 入来麓           | 2003年12月25日 |          | 武家町           | 19.2       |      |
| 鹿児島県 | 南九州市         | 知覧             | 1981年11月30日 |          | 武家町           | 18.6       |      |
| 鹿児島県 | 南さつま市       | 加世田麓         | 2019年12月23日 |          | 武家町           | 20.0       |      |
| 沖縄県   | 渡名喜村         | 渡名喜島         | 2000年5月25日  |          | 島の農村集落     | 21.4       |      |
| 沖縄県   | 竹富町           | 竹富島           | 1987年4月28日  |          | 島の農村集落     | 38.3       |      |

## 課題
重伝建に選定される地域の道路形態は、自動車交通に対応していないところが多い。これはインフラ整備などによる開発から取り残されたり、元々交通の不便な島嶼や山村であったりしたために、結果的に伝統的な建造物が残ったケースが多いからであるが、重伝建選定時の伝統的建造物と都市計画決定済みの道路との関係や観光客の増加に伴う自動車交通への対応などが課題になることが多い。その他にも、歴史的風致に関わる建造物の外観・外構について増改築に制約が掛かるほか、観光客のマナー問題（騒音やごみ、私有地への無断立ち入りなど）によって、そこで生活する住民にとってマイナス要素となることがある。
その一方で、制約がかかる部分の修理には8割前後の市町村補助が有り、ほとんどが伝統木造建築であることから防災事業が行われることが多い。国は市町村補助・事業の5割（場合によってはそれ以上）を負担する。また、伝統的建造物及びその土地については、相続税と固定資産税に一定の優遇措置がとられる。したがって、伝統的な町並みや建物を活かしたいと考える自治体・住民にとっては、プラス要素が大きい制度である。